# Замок Плосковице
Замок Плосковице (чеш. Ploskovice) — замок эпохи барокко в селе Плосковице в Северной Чехии, дворцового типа с нетипичной для страны планировкой.

## История
Местность известна с XI века, часто переходила от одного владельца к другому. Некоторое время была подчинена рыцарскому ордену госпитальеров (иоаннитов).
В XVI веке здесь выстроили небольшой замок в стиле Возрождения. Он снова сменил несколько владельцев, пока в 1689 году его не унаследовала Анна Мария Франциска Саксен-Лауэнбургская, которая в 1697 году вышла замуж за будущего великого герцога Тосканского Джан Гастоне Медичи. Они и были инициаторами создания нового загородного дворца. Строительство было слишком дорогим. Думают, что счета и документы по строительству были умышленно сожжены, чтобы потраченная астрономическая сумма не стала известна общественности.

### Проект
По предположениям, проект принадлежит или итальянском архитектору Октавио Броджо, или его создал Килиан Игнац Динценхофер, работавший в Праге. Безусловно, нетипичная для замков Чехии планировка принадлежит высоко одарённому художнику.
Замок строили в 1720—1730-х годах. Считают, что схема по французскому типу: величественный центральный корпус связан открытыми галереями с боковыми павильонами, что придаёт небольшому дворцу пространственный масштаб и величие. Схема быстро стала интернациональным достоянием и к ней обращались архитекторы из разных европейских стран, обслуживающие аристократов. Среди них — Николо Микетти из Италии (проект царского дворца, Стрельна), Франсуа де Вааль из Фландрии (проект дворца в Дальних Дубках), Бартоломео Растрелли и позже, в несколько изменённом варианте, даже мастера классицизма.
Замок строили около 10 лет, создали грот, украшенный скульптурами гигантов, регулярный парк с фонтанами. Кухня и служебные помещения были в отдельном здании. Сохранились сведения о ремонте и реставрации живописи в начале XIX века.

### XIX—XX века
В 1805 году замок стал собственностью королевской семьи Габсбургов. С 1848 года замок был летней резиденцией короля Венгрии и Богемии (Чехии) Фердинанда V. В 1850—1853 годах был проведён очередной ремонт паркета и отделка интерьеров в стиле неорококо (арх. Ян Бельский, худ. Йозеф Покорны, декоратор — Вацлав Леви). После смерти Фердинанда V дворец унаследовал его племянник — Франц Иосиф I, король Чехии и Венгрии.
В 1919 году, в ходе Первой мировой войны, земли и замок были временно оккупированы при попытке отобрать их у новообразованного, после распада Австрийской империи, государства Чехия. Замок был повреждён. Впоследствии земли и замок получила Чехия, был произведён ремонт и восстановление здания, а дворец стал летней резиденцией чешского министра иностранных дел. Перед Второй мировой войной здесь располагался и президент тогдашней Чехословакии Эдвард Бенеш. В годы войны земли Чехии вновь были оккупированы, а замок использовался как школа гитлерюгенда.
В послевоенные годы замок и парк были государственной собственностью и принадлежали местному сельскохозяйственному кооперативу и местной школе. С 1952 года замок и парк стали считать памятником истории и искусства. В 1955—1958 и в 1980-х годах были проведены реставрационные работы по восстановлению интерьеров и фасада. Боковые павильоны сохранили позднейшие перестройки и не были восстановлены в первоначальном виде. Современная площадь парка составляет восемь гектаров. В дворцовых залах — выставка фарфора, художественного стекла и картин.
В 1996 г. на территории замка проходили съёмки видеоклипа Селин Дион на песню It's All Coming Back to Me Now (2-е место в США).

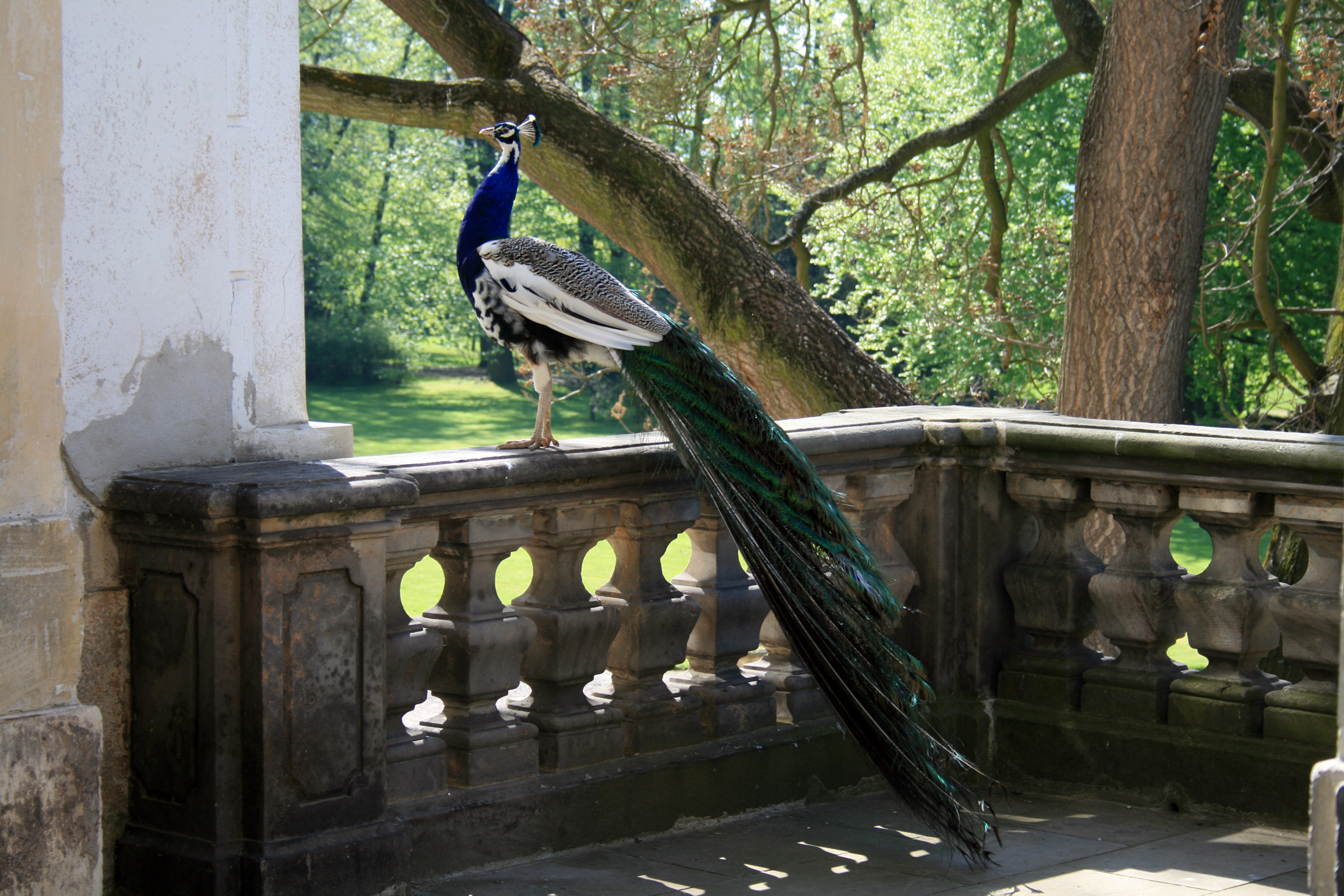
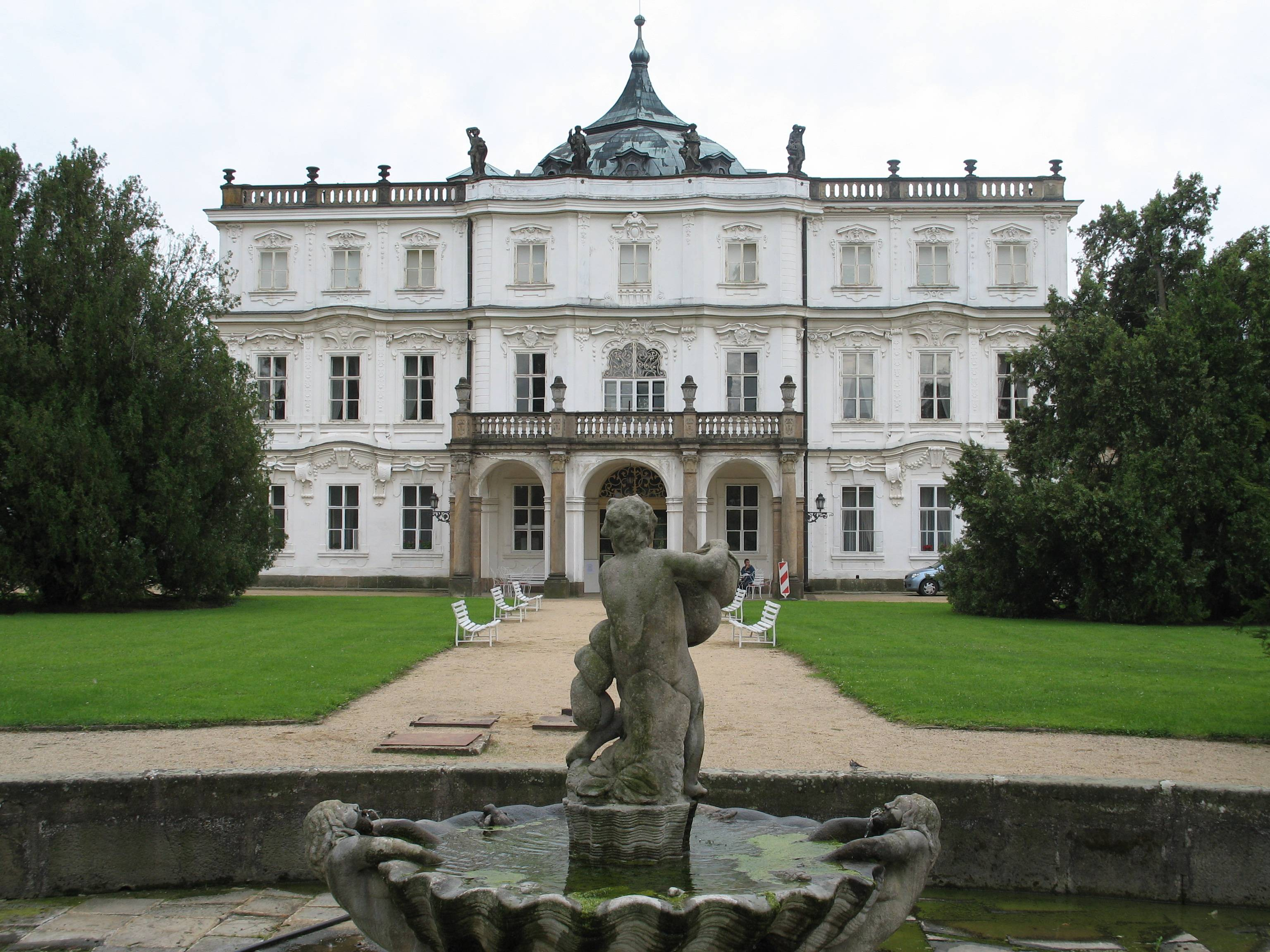
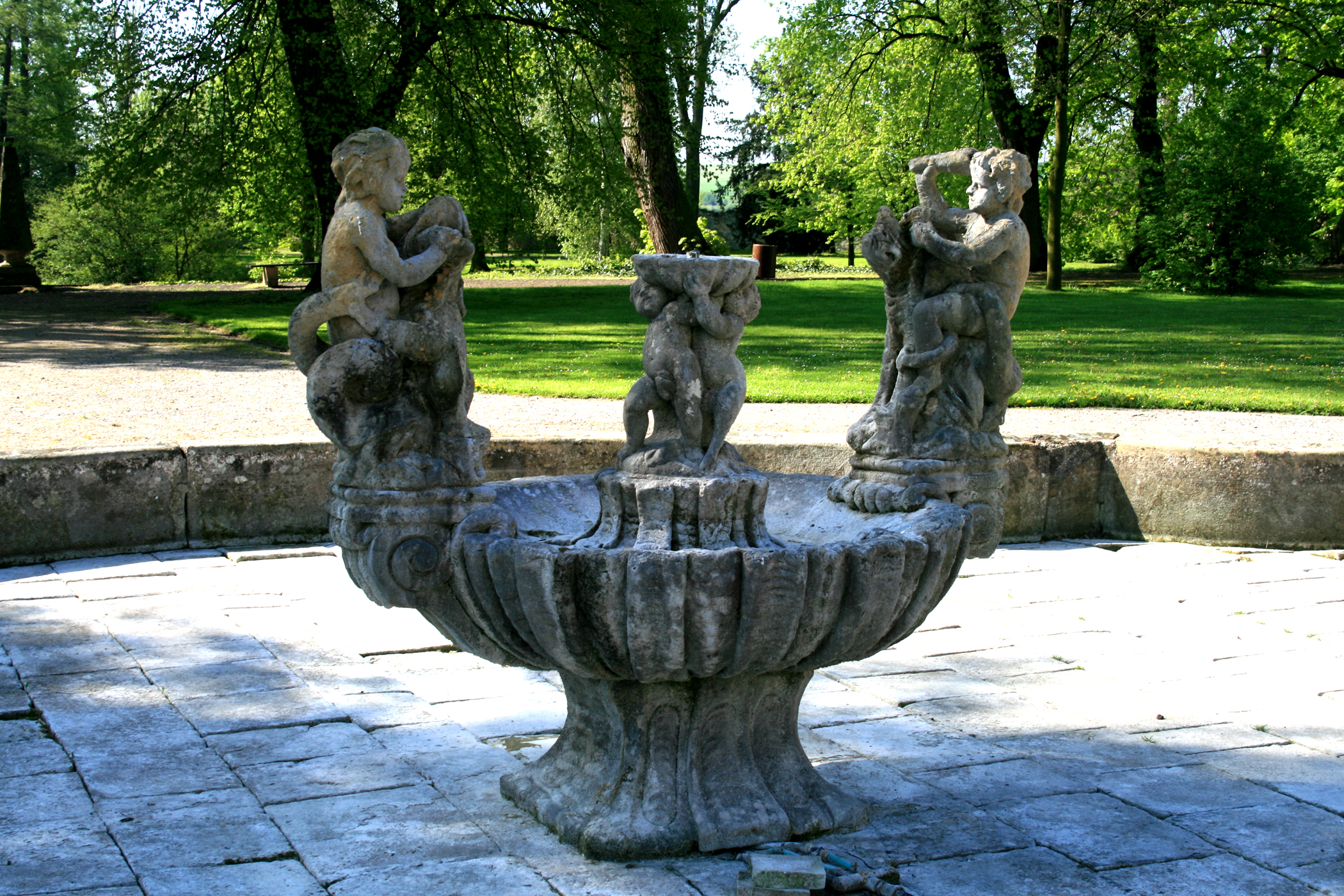
Фонтан
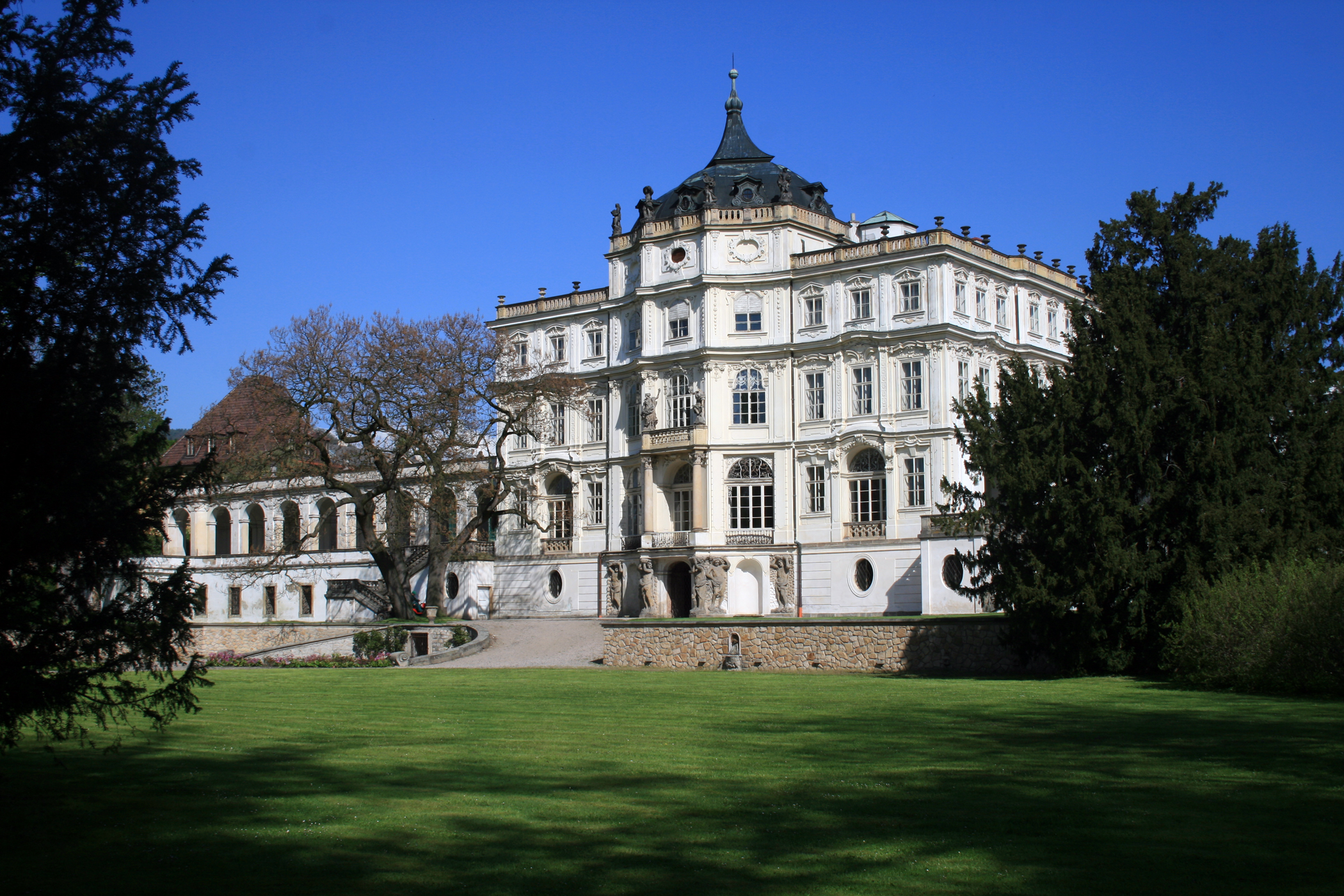
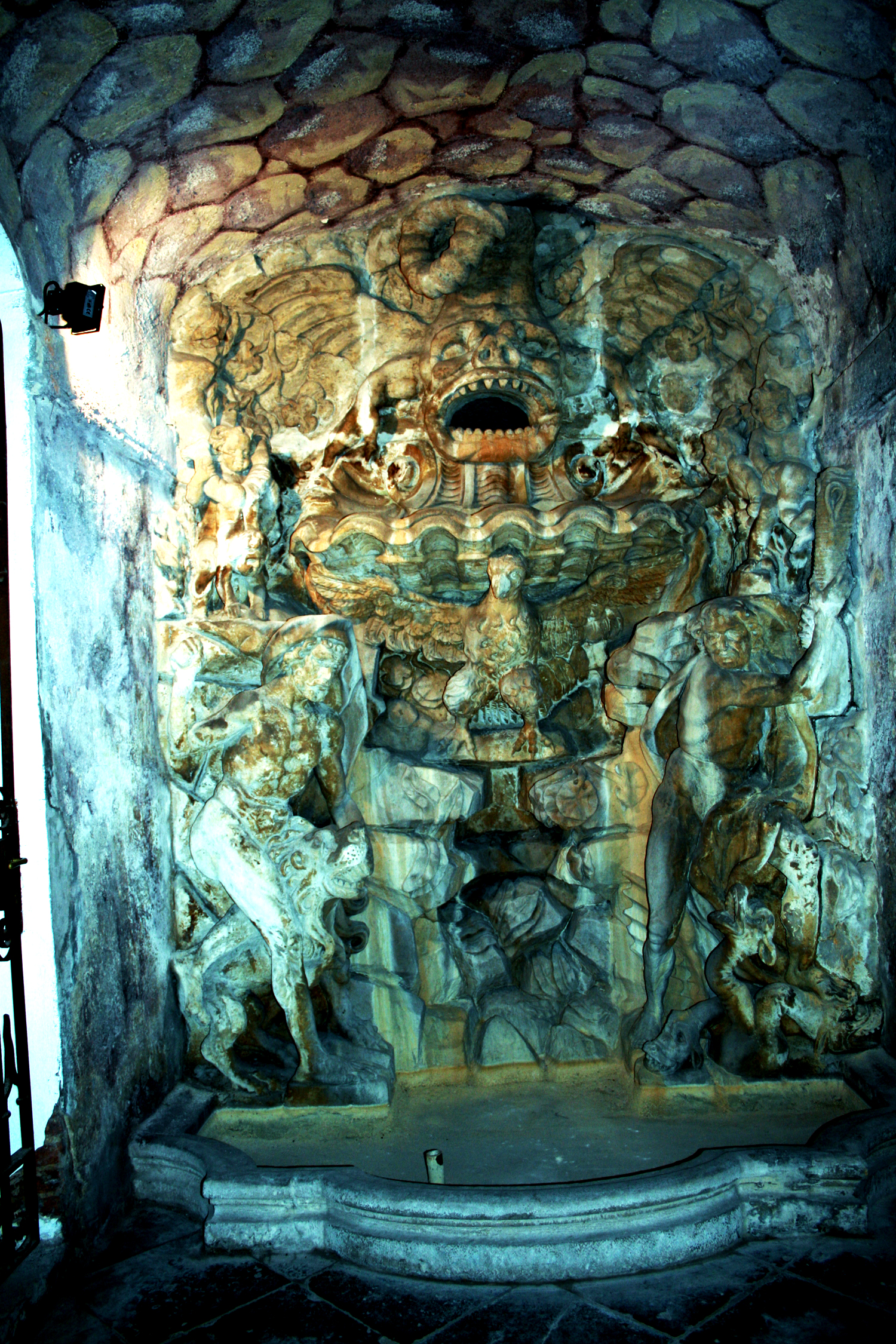
Грот замка
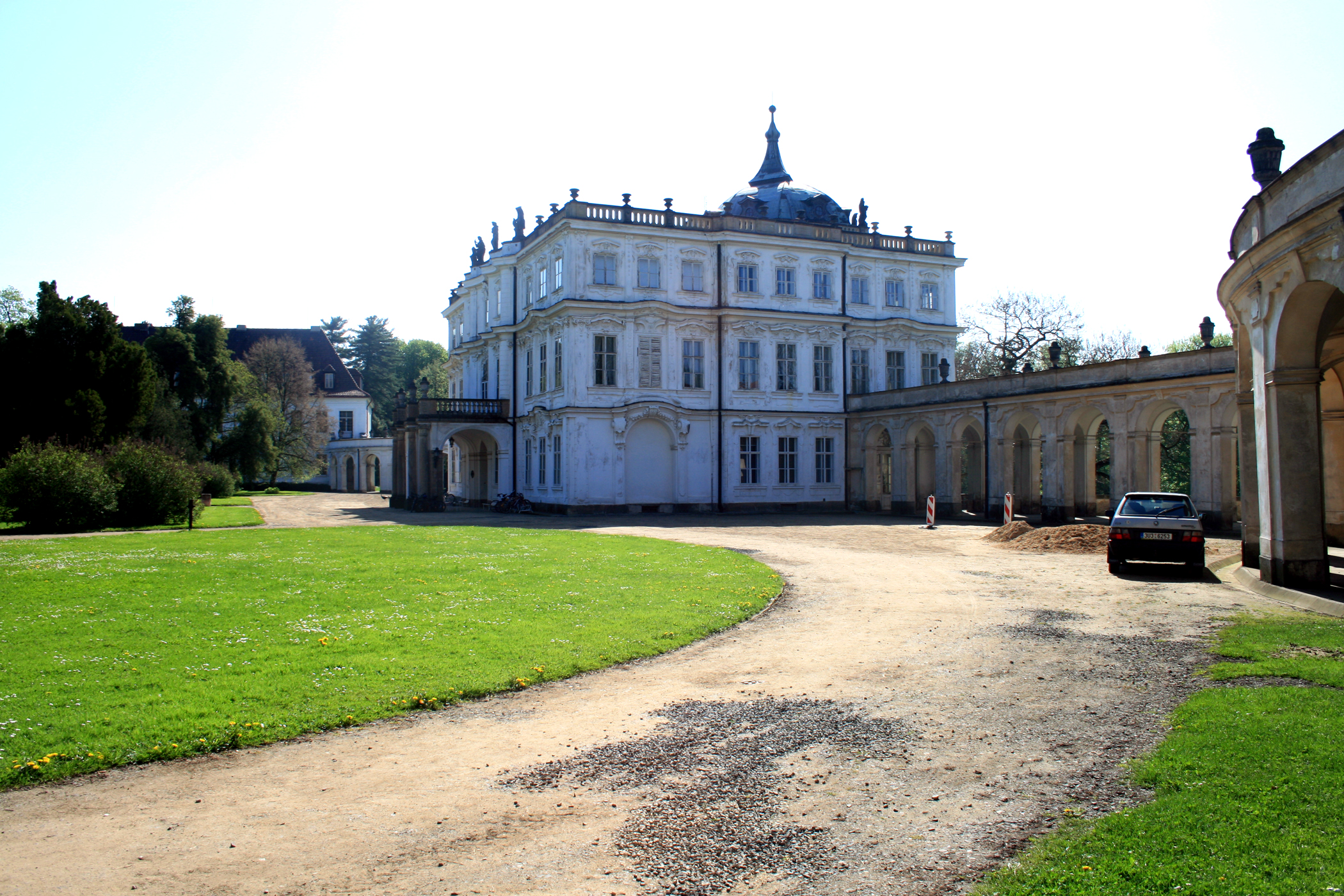
Парадный двор